# Мольєр (фільм, 2007)
«Мольєр» (фр. Molière) — французький фільм 2007 року режисера Лорана Тірара.

## Зміст
XVII століття. Після довгих поневірянь до Парижу повертається Мольер, його чекає робота в Королівському театрі. Якийсь мосьє Жорден оплачує борги знаменитого автора, розраховуючи на те, що Мольєр поставить у театрі його одноактну п'єсу вельми пікантного змісту. У житті великого комедіанта зав'язується ще одна дотепна, але далеко не єдина інтрига. Своїм домочадцям Жорден представляє Мольєра ревним католиком на ім'я Тартюф.